# 2761 Еддінгтон
2761 Еддінґтон (2761 Eddington) — астероїд головного поясу, відкритий 1 січня 1981 року.
Тіссеранів параметр щодо Юпітера — 3,200.